# Катаральні явища
Катаральні явища, або Катаральний синдром — комплекс симптомів, що спостерігається при ураженні верхніх дихальних шляхів, до яких може приєднуватися кон'юнктивіт, який виникає при грипі, парагрипі, аденовірусній інфекції, та інших гострих респіраторних вірусних інфекціях.

## Клінічні прояви
Прояви катаральних явищ відрізняються при різних видах збудників гострих респіраторних вірусних інфекцій. Зокрема, при грипі катаральні явища на початку хвороби виражені незначно, спостерігається гіперемія та набряк слизової оболонки порожнини носа, проте виділення з носа є незначними, гіперемія обличчя та шиї, спостергається набряк мигдаликів та їхня гіперемія, сухість та відчуття дертя в горлі. Основним проявом катарального синдрому при грипі є трахеїт та бронхіт, що об'єднують у поняття "трахеобронхіт", який проявляється відчуттям першіння в горлі та осиплості голосу, іноді болем та здавлюванням за грудниною за ходом трахеї, а також грубим надсадним кашлем із незначним виділенням мокротиння. Спостерігається також ін'єкція судин склер, вологість очей та помірний кон'юнктивіт. При пташиному грипі катаральні явища перебігають із більшою кількістю слизово-гнійних виділень з носових ходів, швидкою появою вологого кашлю, швидким розвитком ураження нижніх дихальних шляхів до раннього розвитку пневмонії, та рідким розвитком кон'юнктивіту.
При парагрипі катаральні явища характеризуються передусім проявами ларингіту, який супроводжується охриплістю голосу, іноді, частіше у дітей, з розвитком стенозуючого ларингіту; риніт, який може проявлятися як незначною закладеністю носа, так і рясними виділеннями з носових ходів; часто також із розвиком фарингіту, бронхіту та трахеїту.
При аденовірусній інфекції характерним є риніт із рясними слизовими або серозними виділеннями з носових ходів, фарингіт найчастіше перебігає у вигляді гранульозного запалення (який іноді називають «симптомом бруківки»), тонзиліт найчастіше супроводжується гіперемією мигдаликів та некротичним нальотом на мигдаликах, часто спостерігається катаральний, фолікулярний або плівчастий кон'юнктивіт, до симтомів приєднуються також трахеїт та бронхіт, пізніше регіонарний лімфаденіт (найчастіше збільшення підщелепних, передньовушних та шийних лімфатичних вузлів).
При риновірусній інфекції характерним є закладеність носа, утруднене носове дихання, велика кількість рясних водянистих виділень з носа; одночасно може спостерігатися гіперемія повік, сльозотеча, кон'юнктивіт; є гіперемія і набряклість крил носа; у ротовій порожнині та глотці зміни незначні, може спостерігатися гіперемія дужок мигдаликів та глотки; казуїстичне при цій хворобі ураження трахеї та бронхів супроводжується кашлем; практично не спостерігається збільшення лімфатичних вузлів шиї та підщелепної ділянки.
При респіраторно-синцитіальній інфекції спостерігаються лише незначний риніт, незначний або помірний ларингіт або фарингіт, помірна гарячка, проте швидко, особливо в дітей молодшого віку, осіб похилого віку розвиваються бронхіт та бронхіоліт, із тривалим кашлем.
При тяжкому гострому респіраторному синдромі катаральні явища виражені помірно, спостерігаються незначний риніт, біль у горлі, спочатку слабковираженим сухим кашлем, який посилюється з переходом до важчих стадій захворювання. Подібні симптоми характерні також і для близькосхідного коронаровірусного респіраторного синдрому.
При коронавірусній хворобі 2019 спостерігається виражений риніт, біль у горлі, сухий кашель, до якого іноді пізніше приєднується кровохаркання, може також спостерігатися кон'юнктивіт. У дітей також спостерігається ларингіт і шийний лімфаденіт.